# Amtsgericht Wörth

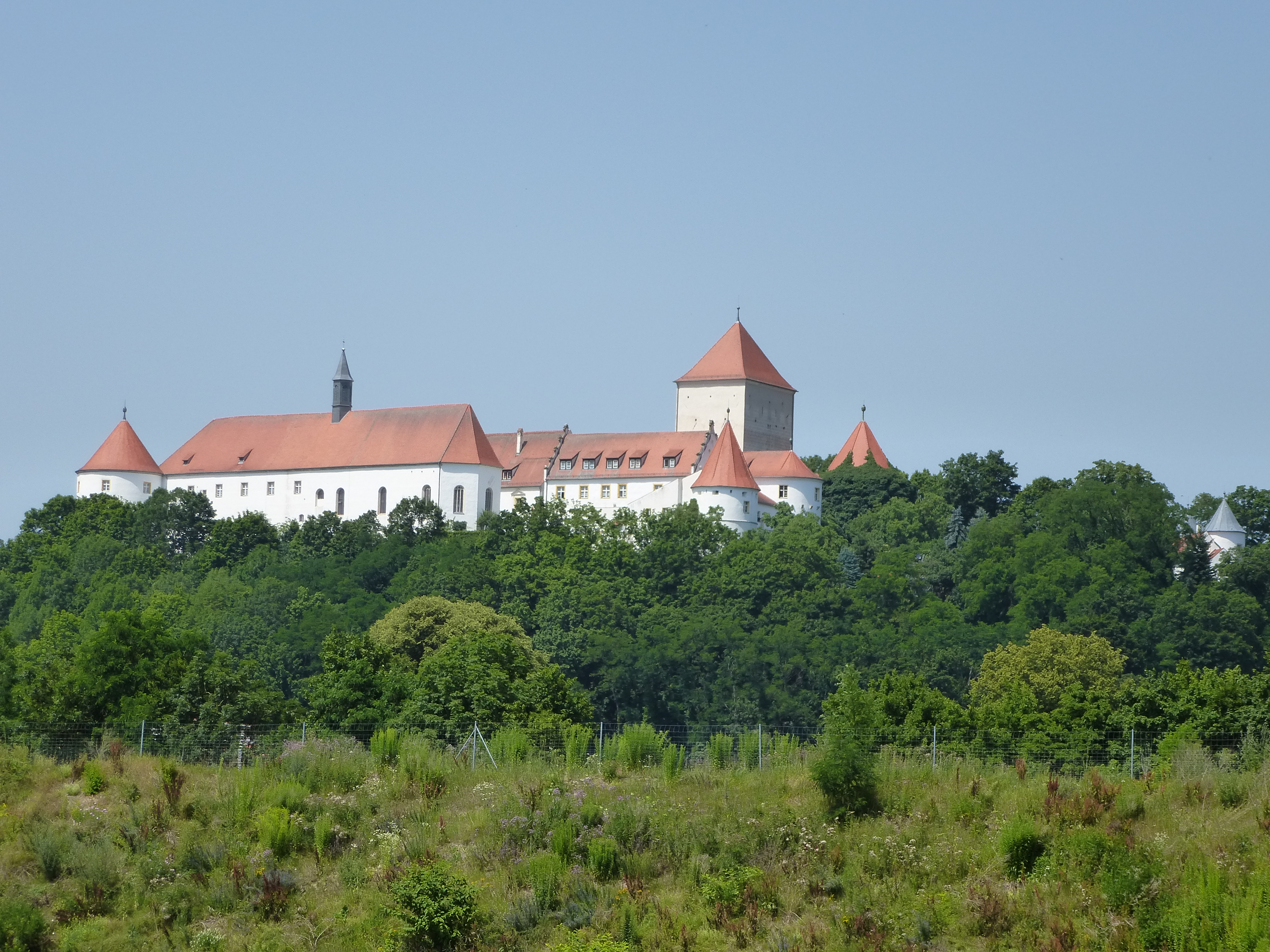
Schloss Wörth – Wahrzeichen der Stadt Wörth an der Donau (bis 1939 Sitz des Gerichts), 2012

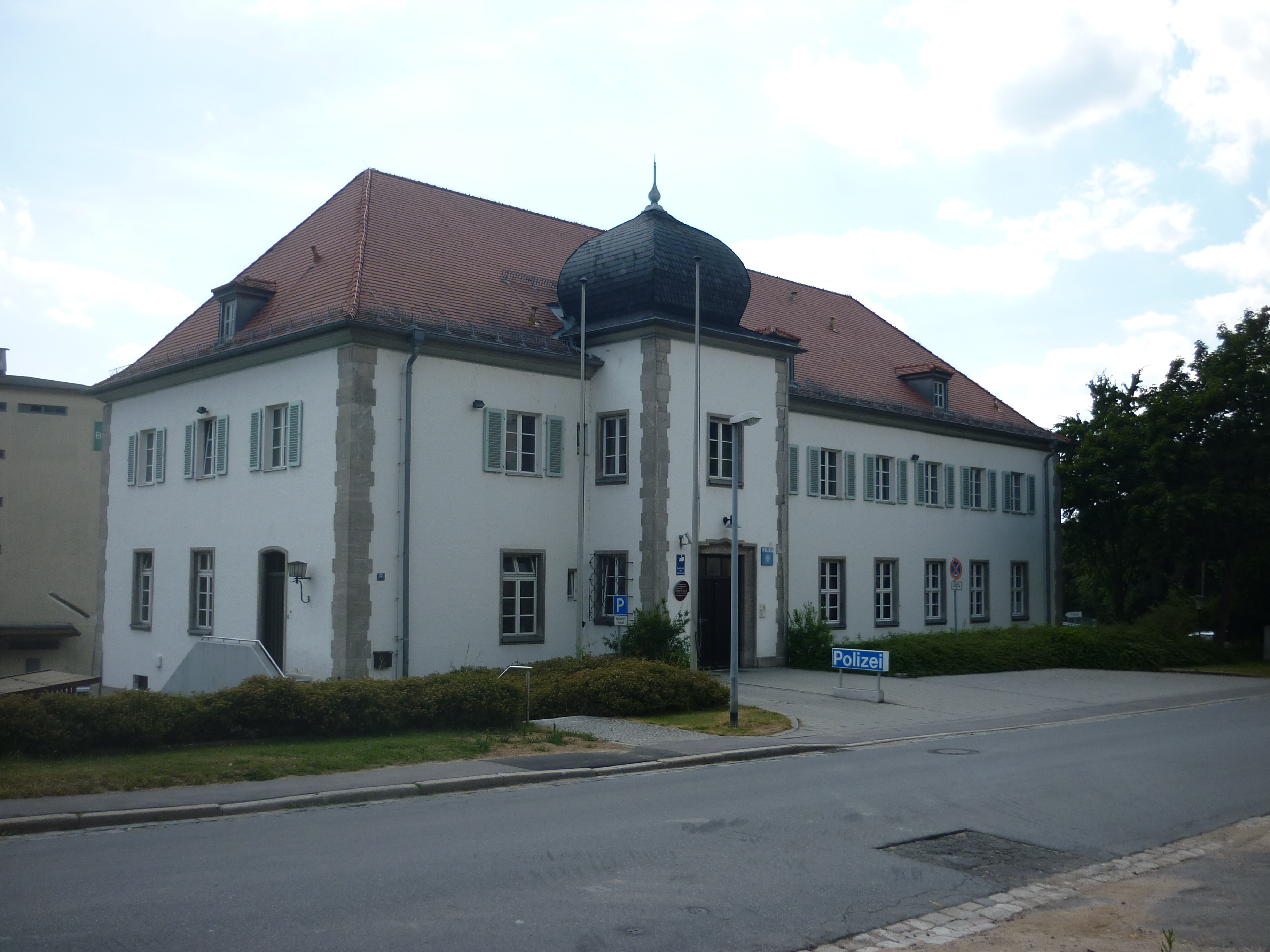
Ehem. Amtsgericht in Wörth an der Donau (2014)

Das Amtsgericht Wörth war ein von 1879 bis 1959 bestehendes Amtsgericht in Wörth an der Donau in Bayern. Es ging aus dem in Wörth bestehenden Thurn und Taxis’schen Herrschaftsgericht (bis 1848) und dem nachfolgenden Landgericht älterer Ordnung in Wörth hervor.

## Geschichte
Wörth an der Donau war bis 1803 im Besitz des Hochstifts Regensburg. Nach dem Reichsdeputationshauptschluss wurde die Reichsherrschaft Wörth 1803 Teil des Fürstentums Regensburg. Kurerzkanzler Karl Theodor von Dalberg unterschrieb am 26. Juli 1806 auf Schloss Wörth die Rheinbundakte für das Fürstentum. Mit dessen Auflösung 1810 fiel Wörth an den Regenkreis im Königreich Bayern, es wurde ein bayerisches Landgericht eingerichtet. Im Jahre 1812 wurde dem Fürsten Karl Alexander von Thurn und Taxis das Gebiet der Herrschaft Wörth von König Max I. Joseph als Erbmannlehen verliehen. Von 1814 bis 1848 war Wörth Sitz eines Thurn und Taxis’schen Herrschaftsgerichts, dann eines Landgerichts älterer Ordnung. Mit der Trennung von bayerischer Justiz und Verwaltung kam Wörth 1862 zum Bezirksamt Regensburg.
Als Eingangsinstanz der niederen Gerichtsbarkeit vorläufig weiterbestehend wurden die bayerischen Landgerichte 1879 durch das Gerichtsverfassungsgesetz reichseinheitlich in Amtsgericht umbenannt. Von Beginn seiner Existenz an war der Sitz des Gerichts in Wörth das Schloss Wörth an der Donau. Im Jahre 1939 wurde ein eigenes Amtsgerichtsgebäude errichtet, heute Dienstgebäude der Polizeiinspektion Wörth a.d.Donau. Im Jahre 1959 wurde das Amtsgericht trotz energischer Proteste des damaligen Stadtrates und Demonstrationen der Bevölkerung aufgelöst. Heute ist das Amtsgericht Regensburg für den Ort zuständig.